# Brian Stack
Brian Stack (Chicago, Illinois, 18 de Agosto de 1967) é um actor americano, escritor e comediante mais conhecido por seu trabalho de comédia em todos os três talk shows noturnos de Conan O'Brien, já trabalhando no Late Night with Conan O'Brien e The Tonight Show with Conan O'Brien, e atualmente no mais novo programa de O'Brien, Conan, na TBS.